# Menhir du Pié de Mounié
Le menhir du Pié de Mounié est un menhir situé sur la commune française d'Aiguèze, dans le département du Gard. 

## Description
Le menhir a été découvert par Léon Alègre au sommet de la colline dite du Pié de Mounié. Le menhir est couché au sol et s'est brisé en deux parties dans sa chute. L'ensemble mesure 4,80 m de long sur 1,40 m de large et 0,38 m d'épaisseur. Le bloc de calcaire qui le constitue a été très régulièrement taillé avec deux surfaces planes. Le sommet est arrondi et les bords légèrement convexes,.